# My Love (Route 94)
My Love is een nummer uit 2014 van de Britse dj Route 94, ingezongen door de Britse zangeres Jess Glynne. Het nummer verscheen op de deluxe editie van Glynne's debuutalbum I Cry When I Laugh.
"My Love" is een deephousenummer dat invloeden bevat van de eurodance uit de jaren '90. De drie minuten durende videoclip van het nummer is in zijn geheel gefilmd in infrarood.
Het nummer werd een hit in een aantal, vooral Europese, landen. In het Verenigd Koninkrijk wist het de nummer 1-positie te bereiken. In de Nederlandse Top 40 haalde het de 5e positie, en in de Vlaamse Ultratop 50 de 4e.